# 1885 no desporto

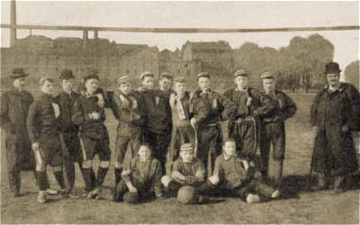
Imagem da primeira equipa de futebol da Alemanha (BFC Frankfurt)

## Eventos

### Futebol
- Fundação do Aalborg Boldspilklub, da Dinamarca.
- Fundação do Bury Football Club, da Inglaterra.
- Fundação do Chester City Football Club, da Inglaterra.
- Fundação do Luton Town Football Club, da Inglaterra.
- Fundação do Southampton Football Club, da Inglaterra.

## Nascimentos
| Data          | Nome           | Profissão            | Nacionalidade | Observações | Ref   |
| ------------- | -------------- | -------------------- | ------------- | ----------- | ----- |
| 2 de janeiro  | Anna Hübler    | patinadora artística | Alemanha      | m. 1976     | [ 1 ] |
| 26 de janeiro | Per Thorén     | patinador artístico  | Suécia        | m. 1962     | [ 2 ] |
| 30 de maio    | Ethel Muckelt  | patinadora artística | Reino Unido   | m. 1953     | [ 3 ] |
| 16 de outubro | Dorando Pietri | maratonista          | Itália        | m. 1942     | [ 4 ] |

## Mortes
| Data         | Nome             | Profissão         | Nacionalidade | Observações | Ref   |
| ------------ | ---------------- | ----------------- | ------------- | ----------- | ----- |
| 29 de agosto | Bernhard Horwitz | jogador de xadrez | Alemanha      | n. 1807     | [ 5 ] |